# Thrips intricatus
Thrips intricatus är en insektsart som beskrevs av Nakahara 1994. Thrips intricatus ingår i släktet Thrips och familjen smaltripsar. Inga underarter finns listade i Catalogue of Life.